# ホセ・エンリケ
ホセ・エンリケ・サンチェス・ディアス（José Enrique Sánchez Díaz、 1986年1月23日 - ）は、スペイン・バレンシア出身の元サッカー選手。ポジションはディフェンダー。左サイドバックだが、センターバックもこなす柔軟さを兼ね備えている。

## 来歴

### クラブ

#### スペイン時代
2004-05シーズン、バレンシア市に本拠地を置くレバンテUDのBチームで19試合に出場した。2005年7月1日、移籍金60万ユーロでバレンシアに移籍。すぐにセルタ・デ・ビーゴへとレンタル移籍した。2006-07シーズンもバレンシアのトップチームではプレーせず、他クラブにレンタル移籍する予定だったが、エンリケはそれを拒否し、バレンシア州内にあるビジャレアルに移籍金400ユーロで完全移籍した。それまで左サイドバックのレギュラーだったベテランロドルフォ・アルアバレーナを上回るプレーを見せ、レギュラーに定着した。

#### イングランド時代
2007年夏、ビジャレアルがスペイン代表レギュラーのジョアン・カプデビラを獲得したため、8月7日に移籍金930万ユーロ（約15億円）の5年契約でイングランド・プレミアリーグのニューカッスル・ユナイテッドに移籍した。8月29日のバーンズリーFC戦で公式戦デビューし、9月23日のウェストハム・ユナイテッド戦でプレミアリーグデビューを果たした。リーグ戦23試合に出場したが、シャルル・ヌゾクビアが同シーズンより左SBにコンバートされたため、レギュラーに定着することはできなかった。2008-09シーズンはヌゾグビアの控えとしてスタートしたが、シーズン途中にヌゾグビアがライアン・テイラーとのトレードでウィガン・アスレティックに移籍したため、後半戦はポジションを獲得した。しかし、クラブの身売り問題や監督交代などで黒星を積み重ね、18位でFLチャンピオンシップ（2部）降格が決定した。2009-10シーズンは安定した活躍を見せ、PFA年間ベストイレブンに選出されるとともに、優勝してのプレミアリーグ復帰を果たした。2011年8月12日、移籍金600万ポンドでリヴァプールに移籍した。
2013-2014シーズンは膝の手術を受けてシーズンの大半を棒に振った。

#### レアル・サラゴサ
2016年9月7日、レアル・サラゴサに2年契約で移籍した。
2017年9月、膝の故障のため、現役引退を発表した。

### 代表
スペインU-21代表として、2004年のUEFA U-21欧州選手権や2005年のFIFAワールドユース選手権に出場している。

## 個人成績
| 国内大会個人成績 | 国内大会個人成績             | 国内大会個人成績 | 国内大会個人成績   | 国内大会個人成績 | 国内大会個人成績 | 国内大会個人成績 | 国内大会個人成績 | 国内大会個人成績 | 国内大会個人成績 | 国内大会個人成績 | 国内大会個人成績 |
| 年度             | クラブ                       | 背番号           | リーグ             | リーグ戦         | リーグ戦         | リーグ杯         | リーグ杯         | オープン杯       | オープン杯       | 期間通算         | 期間通算         |
| 年度             | クラブ                       | 背番号           | リーグ             | 出場             | 得点             | 出場             | 得点             | 出場             | 得点             | 出場             | 得点             |
| スペイン         | スペイン                     | スペイン         | スペイン           | リーグ戦         | リーグ戦         | 国王杯           | 国王杯           | オープン杯       | オープン杯       | 期間通算         | 期間通算         |
| ---------------- | ---------------------------- | ---------------- | ------------------ | ---------------- | ---------------- | ---------------- | ---------------- | ---------------- | ---------------- | ---------------- | ---------------- |
| 2004-2005        | レバンテ B                   |                  | セグンダB          | 19               | 1                | 0                | 0                |                  |                  | 19               | 1                |
| 2005-2006        | バレンシア                   |                  | プリメーラ         | 0                | 0                | 0                | 0                |                  |                  | 0                | 0                |
| 2005-2006        | セルタ                       |                  | プリメーラ         | 14               | 0                | 3                | 0                |                  |                  | 17               | 0                |
| 2006-2007        | ビジャレアル                 |                  | プリメーラ         | 23               | 0                | 2                | 0                |                  |                  | 25               | 0                |
| イングランド     | イングランド                 | イングランド     | イングランド       | リーグ戦         | リーグ戦         | FLカップ         | FLカップ         | FAカップ         | FAカップ         | 期間通算         | 期間通算         |
| 2007-2008        | ニューカッスル・ユナイテッド | 3                | プレミア           | 23               | 0                | 2                | 0                | 3                | 0                | 28               | 0                |
| 2008-2009        | ニューカッスル・ユナイテッド | 3                | プレミア           | 26               | 0                | 1                | 0                | 1                | 0                | 28               | 0                |
| 2009-2010        | ニューカッスル・ユナイテッド | 3                | チャンピオンシップ | 34               | 1                | 1                | 0                | 2                | 0                | 37               | 1                |
| 2010-2011        | ニューカッスル・ユナイテッド | 3                | プレミア           | 36               | 0                | 0                | 0                | 0                | 0                | 36               | 0                |
| 2011-2012        | リヴァプール                 | 3                | プレミア           | 35               | 0                | 4                | 0                | 4                | 0                | 43               | 0                |
| 2012-2013        | リヴァプール                 | 3                | プレミア           | 29               | 2                | 0                | 0                | 0                | 0                | 29               | 2                |
| 2013-2014        | リヴァプール                 | 3                | プレミア           | 8                | 0                | 1                | 0                | 0                | 0                | 9                | 0                |
| 2014-2015        | リヴァプール                 | 3                | プレミア           | 4                | 0                | 1                | 0                | 2                | 0                | 7                | 0                |
| 2015-2016        | リヴァプール                 | 3                | プレミア           | 0                | 0                | 0                | 0                | 3                | 0                | 3                | 0                |
| 通算             | スペイン                     | スペイン         | カテゴリー         | 56               | 1                | 5                | 0                | 0                | 0                | 61               | 1                |
| 通算             | イングランド                 | イングランド     | カテゴリー         | 195              | 3                | 10               | 0                | 15               | 0                | 220              | 3                |
| 総通算           | 総通算                       | 総通算           | 総通算             | 251              | 4                | 15               | 0                | 15               | 0                | 281              | 4                |

## タイトル

### クラブ
ニューカッスル・ユナイテッドFC
- フットボールリーグ・チャンピオンシップ：1回 (2009-10)

リヴァプールFC
- フットボールリーグカップ：1回 (2012)

### 個人
- PFA年間ベストイレブン：1回 (2009-10)